# Usine Dollé

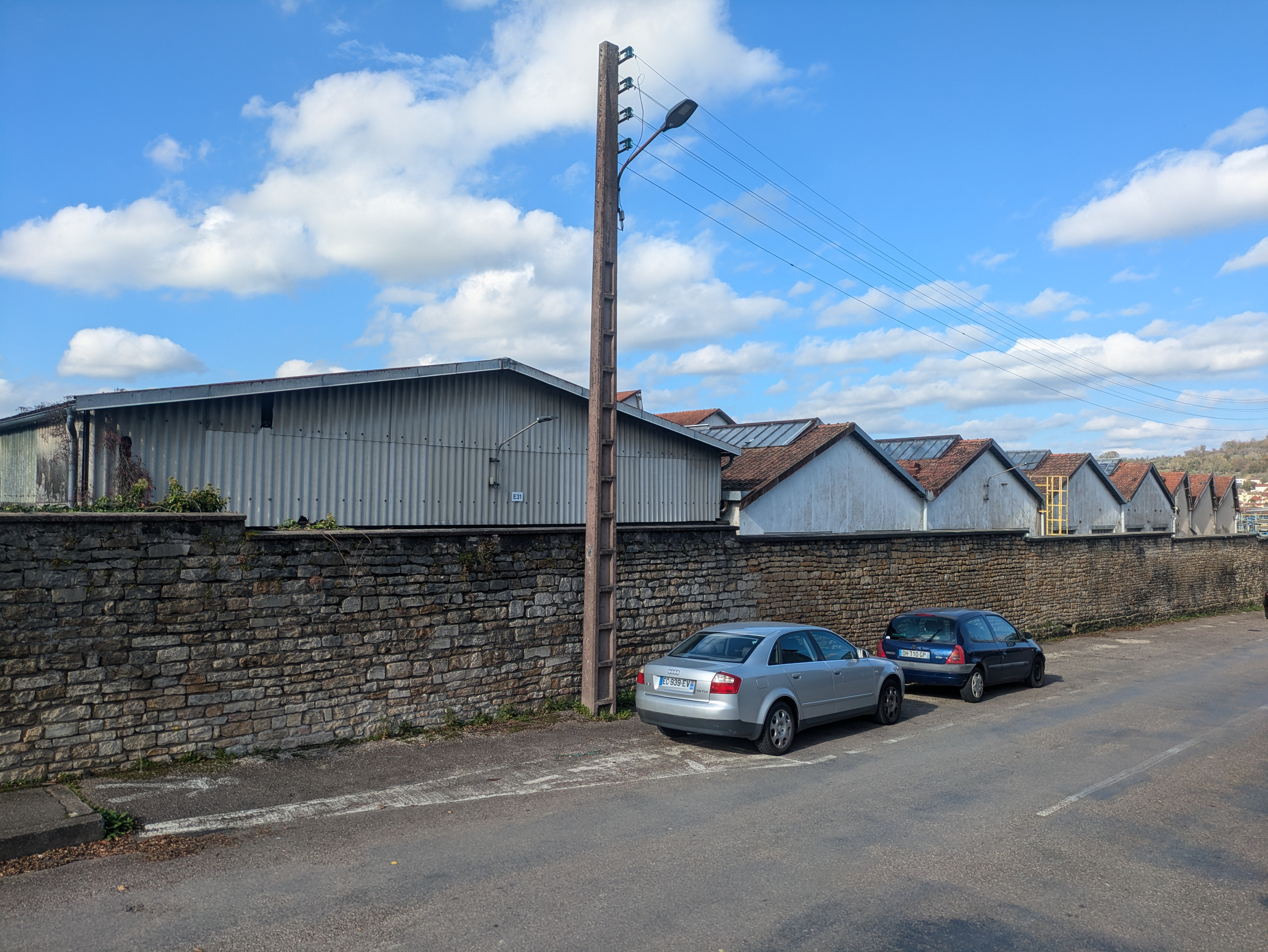
L'ancienne usine Dollé

L'Usine Dollé est une ancienne usine de matériel agricole localisée à Vesoul (Franche-Comté). Les locaux de l'usine sont désormais occupés par une usine de fabrication de pièces automobiles.

## Histoire
Elle porte le nom de son fondateur, Émile Oscar Dollé.
Entreprise importante au niveau local, l'usine employait 500 personnes en 1954.
Les anciens bâtiments sont classés à l'inventaire générale du patrimoine culturel.